# Kfz-Kennzeichen (Türkei)

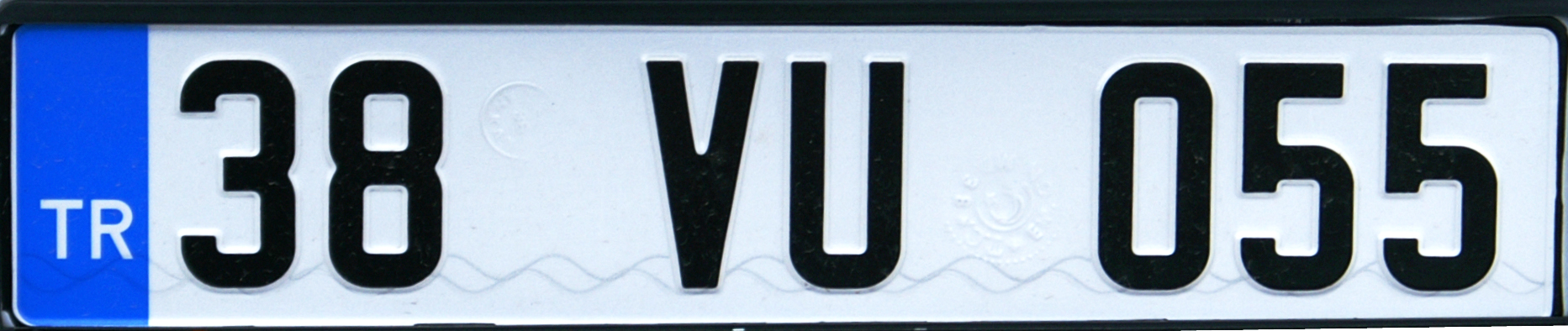
Türkisches Kfz-Kennzeichen (hier Kayseri)

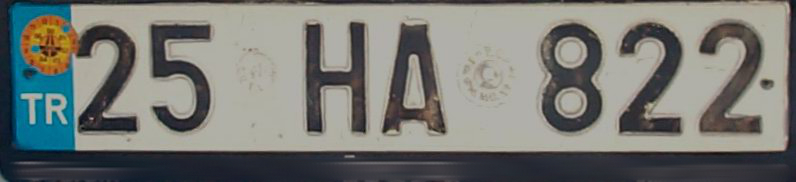
Türkisches Kfz-Kennzeichen (hier Erzurum)

Geografische Verteilung der Provinzen

Das Kfz-Kennzeichensystem der Türkei besteht aus einer einfachen Nummerierung der Provinzen nach alphabetischer Ordnung. Dieses System ähnelt der Nummerierung der französischen Departements, jedoch steht auf dem türkischen Nummernschild die Identifizierung der Provinz auf der linken Seite.
Die Kennzeichen ähneln dem EU-Muster. Sie zeigen am linken Rand einen blauen Balken mit dem Nationalitätskennzeichen TR.
Die Türkei ist in 81 Provinzen eingeteilt. Von 01 bis 67 ist die Nummerierung durchgehend alphabetisch geordnet. Des Weiteren gibt es Unregelmäßigkeiten in der alphabetischen Ordnung durch Änderung von Provinznamen: 33 – Mersin (bis 2002 İçel), 46 – Kahramanmaraş (bis 1973 Maraş) und 63 – Şanlıurfa (bis 1984 Urfa). Später hinzugekommene Provinzen erhielten die Kennnummern von 68 bis 81.
Im Jahr 2013 wurde die Einführung neuer Nummernschilder mit Mikrochips diskutiert.
| Provinz        | Nr. | Provinz       | Nr. | Provinz   | Nr. |
| -------------- | --- | ------------- | --- | --------- | --- |
| Adana          | 01  | Giresun       | 28  | Samsun    | 55  |
| Adıyaman       | 02  | Gümüşhane     | 29  | Siirt     | 56  |
| Afyonkarahisar | 03  | Hakkari       | 30  | Sinop     | 57  |
| Ağrı           | 04  | Hatay         | 31  | Sivas     | 58  |
| Amasya         | 05  | Isparta       | 32  | Tekirdağ  | 59  |
| Ankara         | 06  | Mersin        | 33  | Tokat     | 60  |
| Antalya        | 07  | İstanbul      | 34  | Trabzon   | 61  |
| Artvin         | 08  | İzmir         | 35  | Tunceli   | 62  |
| Aydın          | 09  | Kars          | 36  | Şanlıurfa | 63  |
| Balıkesir      | 10  | Kastamonu     | 37  | Uşak      | 64  |
| Bilecik        | 11  | Kayseri       | 38  | Van       | 65  |
| Bingöl         | 12  | Kırklareli    | 39  | Yozgat    | 66  |
| Bitlis         | 13  | Kırşehir      | 40  | Zonguldak | 67  |
| Bolu           | 14  | Kocaeli       | 41  | Aksaray   | 68  |
| Burdur         | 15  | Konya         | 42  | Bayburt   | 69  |
| Bursa          | 16  | Kütahya       | 43  | Karaman   | 70  |
| Çanakkale      | 17  | Malatya       | 44  | Kırıkkale | 71  |
| Çankırı        | 18  | Manisa        | 45  | Batman    | 72  |
| Çorum          | 19  | Kahramanmaraş | 46  | Şırnak    | 73  |
| Denizli        | 20  | Mardin        | 47  | Bartın    | 74  |
| Diyarbakır     | 21  | Muğla         | 48  | Ardahan   | 75  |
| Edirne         | 22  | Muş           | 49  | Iğdır     | 76  |
| Elazığ         | 23  | Nevşehir      | 50  | Yalova    | 77  |
| Erzincan       | 24  | Niğde         | 51  | Karabük   | 78  |
| Erzurum        | 25  | Ordu          | 52  | Kilis     | 79  |
| Eskişehir      | 26  | Rize          | 53  | Osmaniye  | 80  |
| Gaziantep      | 27  | Sakarya       | 54  | Düzce     | 81  |

## Kennzeichenvarianten
| Typ                                                                                      | Aussehen | Format und Erklärung |
| ---------------------------------------------------------------------------------------- | -------- | --- |
| Privatfahrzeuge                                                                          |          | |
| Provinzregierung, Universitätsrektoren                                                   |          | 99 A 9999 (rote Schrift auf weißem Grund) |
| Polizei                                                                                  |          | 99 A 99999, 99 AA 999 oder 99 AAA 999 (weiß auf blau) |
| Mitglieder internationaler Organisationen                                                |          | 99 B 9999 (blau auf weiß) |
| Diplomatisches Korps                                                                     |          | 99 CA 999 bis 99 CZ 999: (grün auf weiß) |
| Konsularisches Korps                                                                     |          | 99 CA 999 (Weiß auf Türkis) |
| Kurzzulassung                                                                            |          | 99 G 9999 (schwarz auf gelb), bis zu einem Monat gültig |
| Zollkennzeichen                                                                          |          | 99 GMR 999 (Rot auf Grün), GMR für türk. gümrük (Zoll) |
| Ausländer mit Aufenthaltserlaubnis                                                       |          | 99 MA 999 bis 99 MZ 999 |
| Taxis in Istanbul                                                                        |          | 34 TAA 99 bis 34 Txx 99 |
| Taxis außerhalb Istanbuls                                                                |          | 99 T 9999 |
| Offizielle Fahrzeuge der Regierung und Verwaltung                                        |          | 99 AA 999 (Weiß auf Schwarz), erstes Ziffernpaar entspricht der Provinz |
| Wunschkennzeichen                                                                        |          | 99 [Text] 999, frei gewählter Text an Stelle der Serienbuchstaben |
| Fahrzeuge des Präsidenten                                                                |          | keine Ziffern, nur das Wappen des Präsidenten |
| Vize-Sprecher und Vorsitzende parlamentarischer Kommissionen                             |          | |
| Sprecher, Vizepräsident, Kabinettsmitglieder, Generalstab, hochrangige Armee-Kommandeure |          | 9999 (gold auf rot) |
| Provinzgouverneure                                                                       |          | 99 9999 (Gold auf Rot), erstes Ziffernpaar entspricht der Provinz |
| Militär                                                                                  | 706001   | 999999 (Schwarz auf Weiß in einem 7 × 20 cm großen Rechteck mittels Schablone an die Stoßstange des Fahrzeugs gemalt). 100999 Heer, 300999 Luftwaffe, 500999 Marine, 700999 Gendarmerie |
| altes Design bis 1996                                                                    |          | 99 AB 9999, ohne blauen Balken am linken Rand |
| altes Design bis 1962                                                                    |          | Weiß auf Schwarz mit ausgeschriebenem Namen der Provinz |

Das Nummernschild eines offiziellen Militärfahrzeugs eines Generalmajors
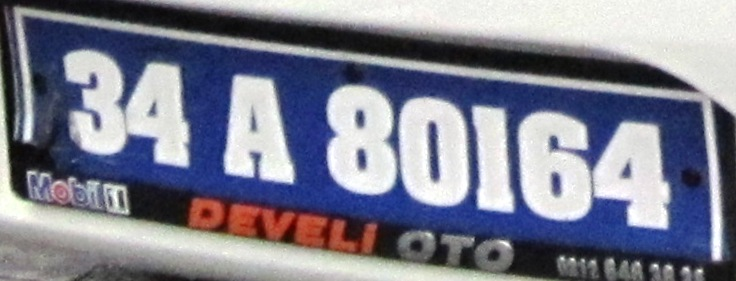
Polizeikennzeichen (ohne Euroband)
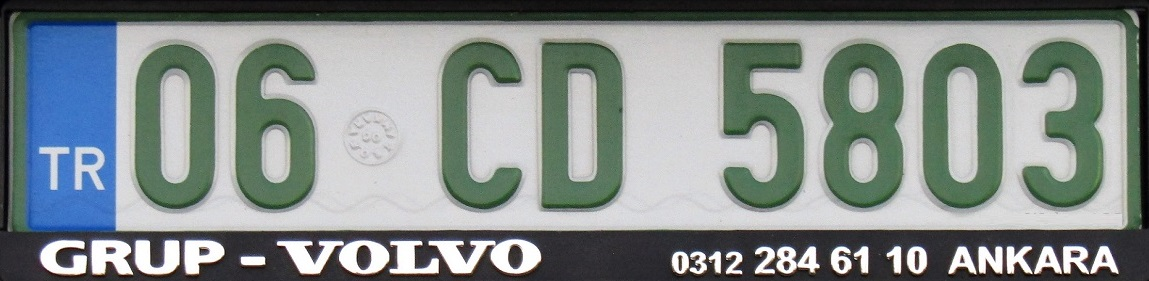
Diplomatenkennzeichen
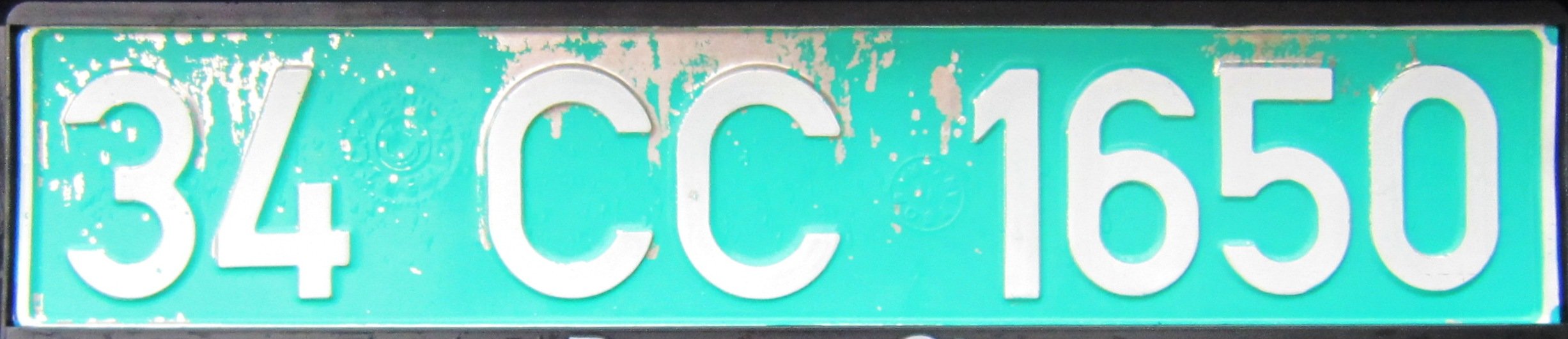
Kennzeichen des Konsularischen Korps (ohne Euroband)
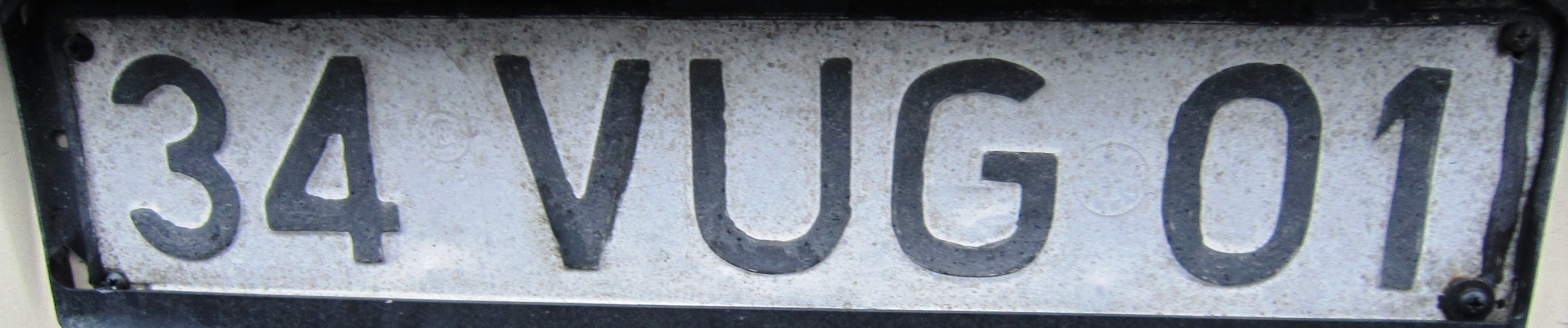
Normales Kennzeichen bis 1996

## Trivia
Unter türkischen Fußballspielern ist es recht populär, das Autokennzeichen seiner Heimatstadt als Rückennummer zu tragen. Mehmet Topuz aus Yozgat trug zum Beispiel die 66. Zum Dank an seinen Ex-Klub Kayserispor trägt er nun die 38, Necati Ateş aus İzmir die 35, Servet Çetin aus Iğdır die 76, Gökdeniz Karadeniz aus Trabzon die 61, Hayrettin Yerlikaya und Ömer Toprak aus Sivas die 58, Deniz Kadah aus Şanlıurfa die 63, Serkan Aykut und Sabri Sarıoğlu aus Samsun die 55. Mesut Özil wählte bei seinem Wechsel im Januar 2021 die Rückennummer 67 in Anlehnung an das Kfz-Kennzeichen der Provinz Zonguldak, in dem die Stadt Devrek liegt, aus der seine Eltern stammen.